# Gerhárdt Guido
Gerhárdt Guido (Kiskér, 1876. október 5. – Budapest, 1939. február 15.)  mezőgazdász, agrobotanikus, az Országos Vetőmagvizsgáló Állomás kísérletügyi igazgatója.

## Életpályája
1876. október 5-én született a Bács-Bodrog vármegyei Kiskéren. Kísérletügyi igazgató volt, 36 évet töltött az Országos Vetőmagvizsgáló állomás kötelékében és néhány évet a Rovartani Állomáson.
Számos gazdag maggyűjtemény összeállítója volt.

## Főbb munkái
- Csávázási módszerek (Budapest, 1916)
- A magyar lucerna és lóhere gyommagvai (Budapest, 1938)